# Лазуткин, Александр Иванович
Александр Иванович Лазуткин (род. 30 октября 1957, Москва) — российский космонавт, Герой Российский Федерации.
3 марта 1992 года зачислен в отряд космонавтов. Его первой космической миссией стал Союз ТМ-25, на котором он был бортинженером.

## Семья
Женат на Людмиле Владимировне Лазуткиной (урождённая Городницкая). Есть две дочери — Наталья и Евгения, 1984 и 1989 года рождения соответственно. Увлекается спортом и астрономией (мастер спорта СССР по спортивной гимнастике, имеет первый разряд по парашютному спорту).

## Образование
Учился в средней школе № 347 Первомайского района города Москвы, затем перешёл в школу-интернат спортивного профиля. В 1981 году окончил Московский авиационный институт по специальности «инженер-механик».

## Работа
По окончании института за успехи в учёбе получил предложение остаться на кафедре, где проработал до 1984 года. Затем стал инженером КБ НПО «Энергия», занимался подготовкой экипажей. С 1985 года углублял свои знания английского языка. 14 сентября 1989 года получил разрешение Главной медицинской комиссии к специальным тренировкам. 3 марта 1992 года был зачислен в отряд космонавтов. 5 марта 1994 года получил звание «Космонавт-испытатель». С 18 апреля 1995 года начал непосредственную подготовку к полёту в космос, был дублёром Юрия Усачёва при полёте экипажа «Союз ТМ-23».
10 февраля 1997 года Лазуткин отправился в свой космический полёт. Он провёл 184 дня и 22 часа на космическом корабле «Союз ТМ-25» и орбитальном комплексе «Мир». За время полета произошло небывалое количество нештатных ситуаций, в том числе, 23 февраля — пожар на станции, 25 июня — разгерметизация станции в результате столкновения с кораблём «Прогресс». 14 августа 1997 года экипаж вернулся на Землю.
Статистика
| # | Стартовый корабль | Старт, UTC        | Экспедиция         | Корабль посадки | Посадка, UTC      | Налёт                      | Выходы в открытый космос | Время в открытом космосе |
| - | ----------------- | ----------------- | ------------------ | --------------- | ----------------- | -------------------------- | ------------------------ | ------------------------ |
| 1 | Союз ТМ-25        | 10.02.1997, 14:09 | Союз ТМ-25, Мир-23 | Союз ТМ-25      | 14.08.1997, 12:17 | 184 суток 22 часа 07 минут | 0                        | 0                        |
|   |                   |                   |                    |                 |                   | 184 суток 22 часа 07 минут | 0                        | 0                        |

22 ноября 2007 года Александр Лазуткин был освобождён от должности космонавта-испытателя по медицинским показателям.
С июля 2011 г. до февраля 2014 г. Лазуткин являлся директором Мемориального музея космонавтики.
В настоящее время Лазуткин работает заместителем генерального конструктора АО «НПП „Звезда“ им. Г. И. Северина»
Депутат Совета депутатов муниципального округа Черёмушки.

## Награды
- Герой Российской Федерации (10 апреля 1998 года) — за мужество и героизм, проявленные во время длительного космического полёта на орбитальном научно-исследовательском комплексе «Мир»[8]
- Лётчик-космонавт Российской Федерации (10 апреля 1998 года) — за мужество и героизм, проявленные во время длительного космического полёта на орбитальном научно-исследовательском комплексе «Мир»[8]
- Медаль «За заслуги в освоении космоса» (12 апреля 2011 года) — за большие заслуги в области исследования, освоения и использования космического пространства, многолетнюю добросовестную работу, активную общественную деятельность[9]
- Медаль «За космический полёт» (НАСА)
- Медаль «За общественные заслуги» (НАСА)[4]